# Eva Copa
Mónica Eva Copa Murga, née le 3 janvier 1987, est une travailleuse sociale et femme politique bolivienne, ancienne membre du Mouvement vers le socialisme (MAS) et dirigeante du Mouvement de rénovation nationale (Morena) depuis 2025.  Elle est sénatrice de La Paz entre 2015 et 2020, ainsi que présidente de la Chambre des sénateurs de 2019 à 2020. Elle est maire d'El Alto, l'une des plus grandes villes boliviennes, depuis 2021.

## Biographie
Eva Copa est née le 3 janvier 1987 à El Alto. Fille d'artisans, elle est l'avant-dernière d'une fratrie de sept enfants. Elle est diplômée en travail social de l'université publique d'El Alto en 2011. Pendant ses études, elle se démarque comme dirigeante étudiante universitaire.

### Sénatrice de La Paz
En 2014, Eva Copa se présente comme candidate au poste de sénatrice du département de La Paz avec le Mouvement vers le socialisme (MAS). Elle remporte le siège aux élections d'octobre et entame son mandat le 18 janvier 2015, à 28 ans.

### Présidente du Sénat
Lors de la crise politique bolivienne de 2019 et à la suite de la démission d'Adriana Salvatierra de la présidence de la Chambre des sénateurs et d'autres hauts responsables du MAS, dans la foulée de l'accession de Jeanine Áñez à la présidence de la Bolivie,,, Eva Copa est élue présidente du Sénat le 14 novembre.

### Expulsion du MAS
Après son mandat au Sénat, Eva Copa est pressentie pour être candidate du MAS à la mairie d'El Alto aux élections de 2021. Malgré le soutien des membres locaux du MAS, la direction du parti lui préfère l'ancien maire Zacarías Maquera (es). Néanmoins, Eva Copa se présente tout de même avec le parti Jallalla La Paz. En conséquence, le 30 septembre 2020, la direction du MAS vote son expulsion. La principale intéressée déclare que même si elle « entre dans le jeu avec une autre couleur », elle « continuera toujours d'être à gauche » et que « le MAS sera toujours dans son cœur ». À la suite de cela, un groupe de jeunes membres du MAS d'El Alto annonce sa rupture avec le parti pour soutenir Eva Copa.

### Maire d'El Alto
Le 7 mars 2021, Eva Copa remporte l'élection par une écrasante majorité de 68,7 % des voix, bien plus que les 19,14 % de son adversaire du MAS ainsi que les douze autres candidats. Il s'agit de la plus grande marge de victoire de toutes les grandes villes de Bolivie. La défaite du MAS dans ce fief historique a été expliquée par les analystes comme un signe que beaucoup au sein du parti souhaitaient un renouveau et une direction plus jeune.
À 34 ans, Eva Copa devient la plus jeune maire d'El Alto, ville qui elle-même fête le 6 mars 2021 ses 36 ans d'existence. Elle est l'une des deux femmes à être élue maire dans l'une des dix plus grandes villes du pays et est la deuxième femme maire d'El Alto, succédant à Soledad Chapetón (es).
Le 20 novembre 2024, elle annonce son intention de créer un parti politique appelé Mouvement de rénovation nationale (Morena), qui voit officiellement le jour en janvier 2025. Elle se présente comme candidate à l'élection présidentielle de la même année avant de se retirer de la course le 28 juillet, trois semaines avant le premier tour qui se tient le 17 août.